# Zintan
Zintan (o Az Zintan) (en árabe الزنتان), a veces conocido como tagrmeen (تاغرمين), es una ciudad al noroeste de Libia situada a unos 160 km suroeste de Trípoli. En 2010, contaba con 16.024 habitantes.
En 2011 la población de Zintan se unió a la rebelión en Libia de 2011. Intentada tomar las tropas leales a Muamar el Gadafi desde el 21 de marzo en el transcurso de la batalla de Zintan.